# L'Envol (film, 2022)
Pour l’article homonyme, voir L'Envol.
Pour plus de détails, voir Fiche technique et Distribution.
L'Envol est un film franco-italo-allemand réalisé par Pietro Marcello, sorti en 2022,. Il est librement inspiré du roman d'Alexandre Grine, Les voiles écarlates (Алые паруса), publié en 1923.

## Synopsis
Dans la campagne du nord de la France après la Première Guerre mondiale, Juliette, une jeune fille orpheline de mère, vit avec son père Raphaël, un vétéran bourru de la guerre. En raison de sa nature rêveuse qui la pousse à s'isoler, elle n'est pas appréciée des autres villageois, en particulier des hommes. Un jour, au bord de la rivière, une femme prédit que des « voiles écarlates » arriveront pour l'emmener loin de là : Juliette continue de l'espérer jusqu'au jour où la prophétie semble se réaliser, lorsqu'un bel aviateur lui tombe littéralement dessus du ciel.

## Fiche technique
Sauf indication contraire, les informations mentionnées dans cette section peuvent être confirmées par la base de données cinématographiques IMDb,  présente dans la section « Liens externes ».
- Titre original et français : L'Envol
- Titre italien : Le vele scarlatte
- Titre allemand : Die Purpursegel
- Réalisation : Pietro Marcello
- Scénario : Pietro Marcello, Maurizio Braucci, Maud Ameline avec la collaboration de Geneviève Brisac
- Musique : Gabriel Yared
- Photographie : Marco Graziaplena
- Costumes : Pascaline Chavanne
- Montage : Carole Le Page et Andrea Maguolo
- Sociétés de production : CG Cinéma, Avventurosa, Rai Cinema ; coproduction : Match Factory Production, Arte France Cinéma, Zweites Deutsches Fernsehen (ZDF), Les Films du losange[3]
- Société de distribution : Le Pacte (France)
- Pays de production :  France,  Italie,  Allemagne
- Genre : drame
- Durée : 100 minutes
- Dates de sortie :
  - France : 18 mai 2022 (Festival de Cannes - Quinzaine des réalisateurs) ; 11 janvier 2023 (sortie nationale)
  - Allemagne : 25 juin 2022 (Festival du film de Munich)[4]

## Distribution
- Juliette Jouan : Juliette
- Raphaël Thiéry : Raphaël
- Noémie Lvovsky : Adeline
- Louis Garrel : Jean
- Yolande Moreau : la magicienne
- Bernard Blancan : le maître d'oeuvre du chantier naval
- François Négret : Fernand
- Ernst Umhauer : Renaud
- Lolita Chammah : la femme de Renaud
- Natascha Wiese : Carmel
- Inès Es Sahrir : Inès
- Anne-Lise Heimburger : l'institutrice
- Annette Trumel : mamma Fortuna
- Iliana Zabeth : la fille de mamma Fortuna

## Accueil

### Accueil critique
En France, le site Allociné propose une moyenne de 3,2⁄5, fondée sur 21 critiques de presse.
Le film comptabilise 29 399 entrées en 6 semaines d'exploitation en France.

## Distinctions

### Sélections
- Festival de Cannes 2022 : Quinzaine des réalisateurs
- Festival du film de Munich 2022